# Amy Brenneman
Amy Frederica Brenneman (ur. 22 czerwca 1964 w New London) – amerykańska aktorka, wielokrotnie nominowana do Złotego Globu i nagrody Emmy za tytułową rolę w serialu Potyczki Amy.
Absolwentka Uniwersytetu Harvarda.